# چاه نام‌آور شماره ۱
چاه نام‌آور شماره ۱ یک منطقهٔ مسکونی در ایران است که در دهستان مه‌ولات جنوبی واقع شده‌است.